# Гамбіт (фільм, 1966)
«Гамбіт» (англ. Gambit) — кримінальна кінокомедія 1966 року.

## Сюжет
Гаррі Дін планує здійснити пограбування століття, але його план буде неможливий без участі європейської інтриганки і красуні Ніколь. Причому для виконання злочинного задуму Діну потрібна саме краса Ніколь і її здатність до перевтілень. Об'єкт крадіжки дуже незвичайний — це безцінний музейний раритет, який ретельно охороняється. Спільникам доведеться дуже постаратися, щоб досягти своєї мети. Назва фільму у інших країнах Das Mädchen aus der Cherry-Ba.